# Przemysław Rezner
Przemysław Rezner (ur. 1966 w Łodzi) – polski śpiewak operowy (baryton) i pedagog.
Absolwent Akademii Muzycznej w Łodzi (klasa prof. Tadeusza Kopackiego, dyplom w 1991). Doktor habilitowany, wykładowca na Wydziale Wokalno-Aktorskim AM w Łodzi. 
Solista Teatru Wielkiego w Łodzi (od 1997). W latach 1990–1997 śpiewał w Warszawskiej Operze Kameralnej. Występował również m.in. w Operze Krakowskiej, Operze Narodowej, Operze na Zamku w Szczecinie, Operze Poznańskiej, Operze Wrocławskiej, Operze Nova w Bydgoszczy oraz w Filharmonii Berlińskiej, Gewandhaus w Lipsku, Grand Teatro Liceu w Barcelonie, Teatrze Festiwalowym w Salzburgu oraz w Theater an der Wien.
Laureat Nagrody Marszałka Województwa Łódzkiego za pracę w sezonie 2003/2004 oraz Nagrody ZASP w 2009. 

## Biografia
- biogram Przemysława Reznera na stronie Akademii Muzycznej w Łodzi